# Запорожець Сергій Степанович
Сергій Степанович Запорожець (25 березня 1923, Вергуни — 3 грудня 2001) — Герой Радянського Союзу.

## Життєпис
Народився 25 березня 1923 року в селі Вергунах (нині Черкаського району Черкаської області) в селянській родині. Українець. У 1935 році закінчив чотири класи середньої школи в рідному селі. Працював у колгоспі «Пам'ять Леніна».
До лав Червоної армії призваний у листопаді 1943 року. Учасник німецько-радянської війни з грудня 1943 року. Брав участь у Корсунь-Шевченківській битві, відвойовував Смілу, Городище, Корсунь, Стеблів та ряд інших населених пунктів нинішньої Черкаської області України.
Заряджаючий міномета 861-го стрілецького полку (294-а стрілецька дивізія, 52-а армія, 2-й Український фронт) червоноармієць Сергій 3апорожець на підступах до села Дмитрушків (нині Уманського району Черкаської області) у винятково складних умовах бою не припиняв ведення вогню, засліплюючи і знищуючи вогневі точки гітлерівців, не даючи можливості вести прицільний вогонь по радянських підрозділам. 11 березня 1944 в бою за село Тернівку Бершадського району Вінницької області наніс ворогу істотної шкоди в живій силі і бойовій техніці, знищивши кілька кулеметів противника разом з обслугою. 28 березня 1944 року в одному з наступних боїв обслуга Сергія Запорожця була виведена з ладу. Не розгубившись, залишившись один, він міняв вогневі позиції і продовжував вести прицільний вогонь. У цьому бою ним було знищено до взводу ворожих солдатів, три вогневі точки і один міномет противника. Коли закінчилися міни, змінив міномет на гвинтівку і разом зі стрільцями продовжував відбивати контратаку.
Указом Президії Верховної Ради СРСР від 13 вересня 1944 року за зразкове виконання бойових завдань командування на фронті боротьби з німецько-фашистськими загарбниками і проявлені при цьому мужність і героїзм, червоноармійцю Запорожцю Сергію Степановичу присвоєно звання Героя Радянського Союзу з врученням ордена Леніна і медалі «Золота Зірка» (№ 4 673).
Надалі брав участь у форсуванні річки Прута, ліквідації Яссько-Кишинівської угруповання противника. Під Яссами був важко поранений. Після одужання — знову в діючій армії на 1-му Українському фронті. Звільняв Польщу, брав участь у боях на території Німеччини.
Після війни демобілізований зі Збройних Сил СРСР. Повернувся у Вергуни. Закінчив курси шоферів, працював у колгоспі, потім завідувачем автопарком колгоспу. Член КПРС з 1958 року. Був членом парткому, очолював комісію народного контролю колгоспу, був депутатом сільської та районної Рад народних депутатів, головою постійно діючої комісії сільської Ради з благоустрою та дорожньому будівництву. Заслужений колгоспник з 1968 року. Помер 3 грудня 2001 року.

## Нагороди
Нагороджений орденом Леніна, орденом Жовтневої Революції, орденом Вітчизняної війни 1-го ступеня, орденом Слави 3-го ступеня, медалями (в тому числі — медаль «За відвагу»).